# Nibelungengau

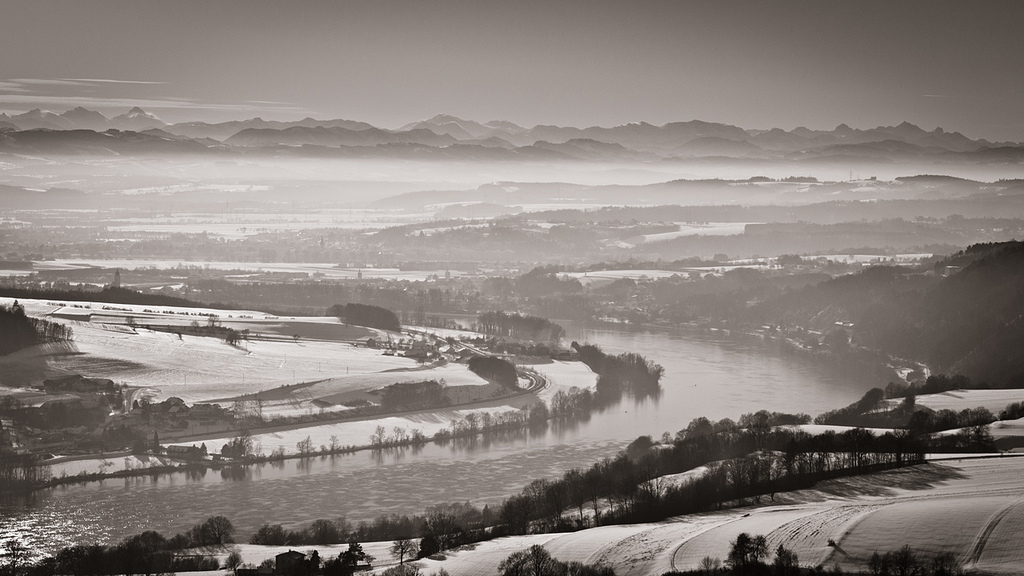
Typická krajina v Nibelungengau (pohled z Maria Taferl od západu, směrem na Diedersdorf a Metzling)

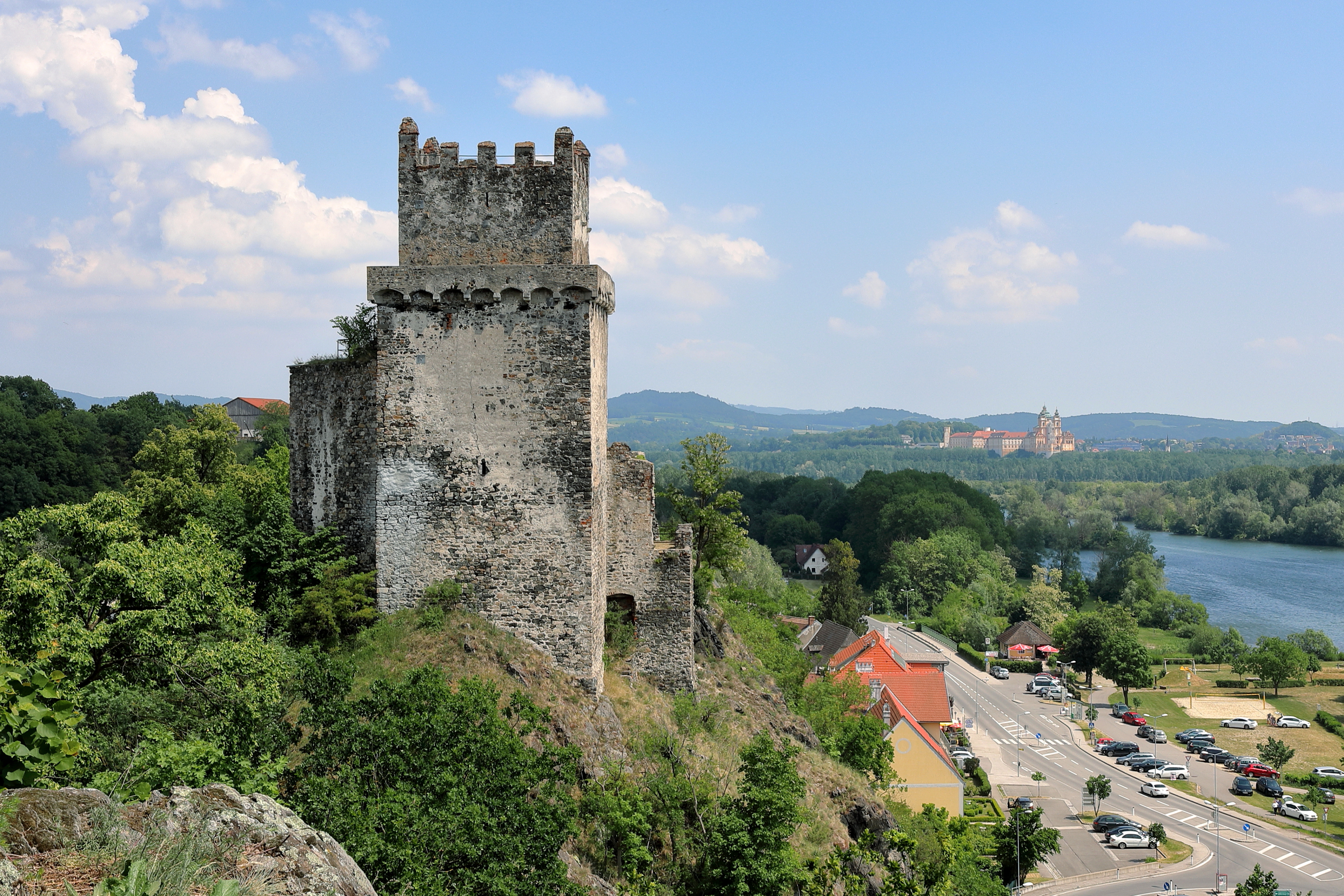
Zřícenina hradu Weitenegg s klášterem Melk vpravo v pozadí

Nibelungengau je název oblasti kolem Dunaje v Dolním Rakousku mezi Strudengau proti proudu na západě a Wachau po proudu na východě. Začíná mezi obcemi Persenbeug-Gottsdorf a Ybbs an der Donau a končí mezi Emmersdorfem an der Donau a Melkem. Nibelungengau spolu s Wachau tvoří turistický region Wachau-Nibelungengau.

## Historie
Název odkazuje na skutečnost, že tento region hrál roli v Písni o Nibelunzích. Podle ní zde měl mít sídlo jako markrabě Rüdiger von Bechelaren (Bechelaren = Pöchlarn), vazal hunského krále Etzela.

## Zajímavosti
Kromě samotného údolí Dunaje stojí za zmínku především poutní místo Maria Taferl, město Pöchlarn a zámek Artstetten. Před zdymadlem Ybbs-Persenbeug se na levém břehu směrem do kopce nachází monumentální reliéf Průvod Nibelungů od sochaře Oskara Thiedeho. Na opačném pravém břehu Dunaje stojí budova elektrárny Ybbs-Persenbeug, nejstarší vodní elektrárny na Dunaji v Rakousku.